# Контурная карта
Контурная карта — особый вид учебных бланковых немых географических карт, содержащих элементы географической основы и координатную сетку. Он предназначен для выполнения учебных заданий по географии, истории и астрономии учащимися. На такие карты нанесены только контуры стран, основные объекты, процессы или явления. Они позволяют выполнить задания путём нанесения условных обозначений. Контурные карты также используются как географическая основа для создания оригиналов тематических карт.

## Предназначение и основные правила заполнения
Контурные карты обычно предназначены для использования школьниками и издаются в комплекте с учебным атласом и школьным учебником, они согласованы с ними по масштабам, проекциям, густоте картографической сетки. Выделяются также немые и полунемые карты. Контурные карты используются и в старших классах (на их основе составляются картосхемы для показа взаимосвязи явлений и процессов). Работа над контурными картами даёт возможность лучше запомнить информацию, развить внимание и логику. Они способствуют запоминанию картографического содержания. Оформление контурной карты требует точности и аккуратности, соблюдения ряда правил. В СССР была детально разработана методика работы учащихся с контурными картами. Среди правил:
- Заполнение по требованию учителя.
- Перед началом работы продумать, чтобы надписи и знаки не мешали друг другу.
- Использование цветных карандашей, а не фломастеров. Окраска ровным бледным цветом.
- Надписи делать шариковой ручкой или пером. Границы и направления походов обозначать более ярким и тёмным цветом в сравнении с окраской территории государств.
- Условные обозначения должны соответствовать каждому заданию.
- При выполнении заданий обращаться к соответствующим картам атласа и учебнику.

Существуют также настенные контурные карты, которые носят название индукционные. Они применяются для объяснения нового материала учителем и инструктирования учащихся по выполнению заданий по контурным картам. Они издаются
на специальной синтетической основе, это позволяет, пользуясь специальными маркерами вычерчивать на такой контурной карте выполняемые задания. Надписи маркером легко удаляются с поверхности, благодаря этому её можно использовать снова. В книгах по методике преподавания в средней школе, изданных в 1960-х годах, предлагалось изготовить такие карты самому учителю. В качестве материалов основы предлагались линолеум или тёмного цвета клеёнка. На лист размером не менее 1,5 X 1 метра белой краской должны были быть нанесены контуры. Изображения, носившие временный характер предлагалось наносить с помощью цветных мелков или с помощью заготовок-аппликаций из кусков плотной цветной бумаги определенной формы, прикрепляемых кнопками. Рекомендовалось иметь в кабинете несколько подобных карт различного содержания.
Контурные карты применяются также в работе со студентами, однако проходит она по картам, предназначенным для средней школы или созданным преподавателями вуза для проведения занятий со своими студентами. Контурных карт для высших учебных заведений крупные издательства не выпускают.

## Контурные карты в России

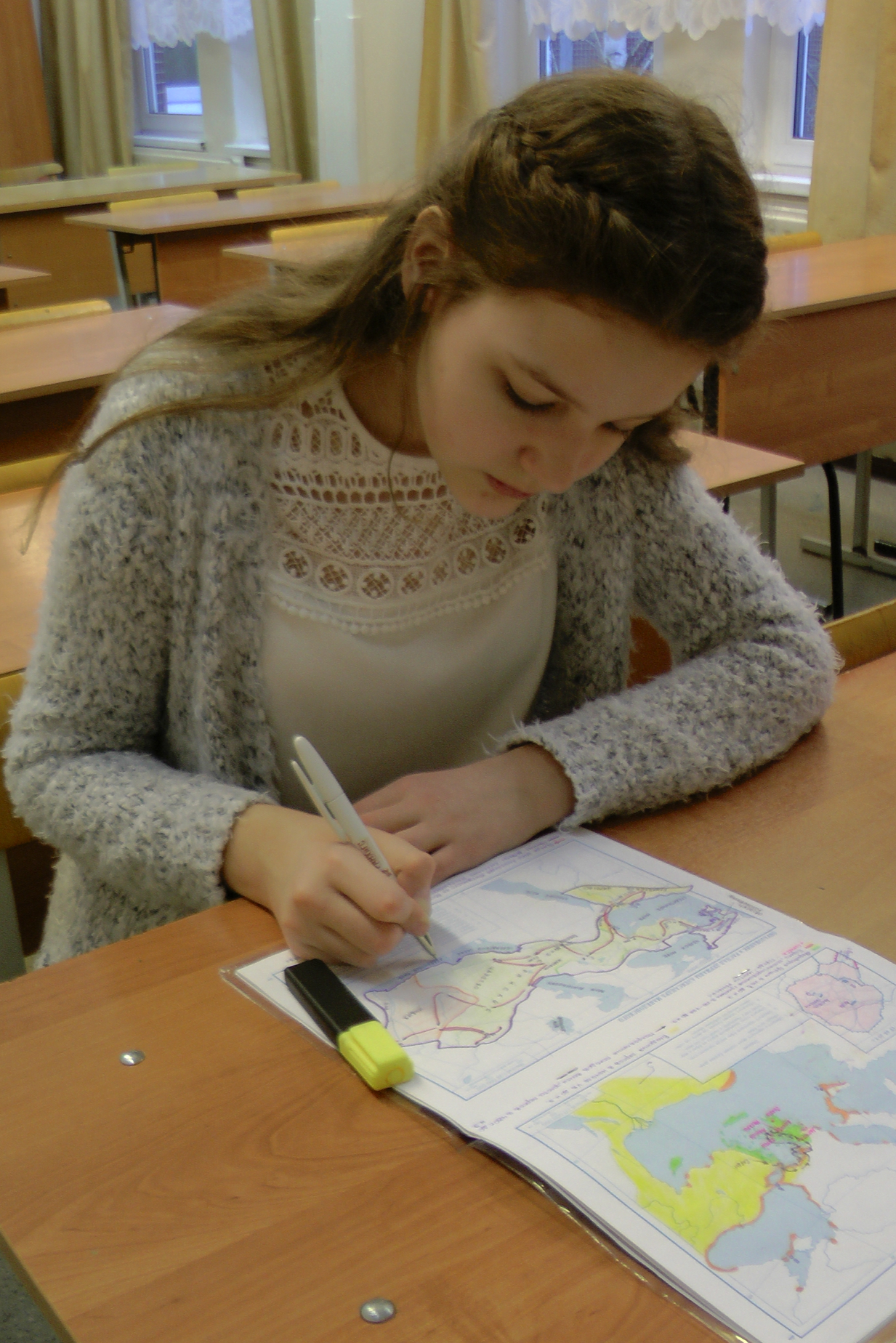
Выполнение контурной карты

В 20-е годы XIX века в русской учебной картографии впервые появились предшественники современных контурных карт. Однако такие издания не носили массовый характер, поэтому некоторые историки образования, занимающиеся данной проблемой (Ликарчук А. М., Нечволод Л. И., Нильсон А. А.), не считают нужным считать их собственно учебными контурными картами. Они носили название «немые карты» (лат. carta geografica muta), представляли собой учебные географические карты без обозначения названий, которые требовалось надписывать от руки.
Первым подобным сборником стал «Учебный атлас, состоящий из немых географических карт», изданный в Санкт-Петербурге в 1829 году. В конце предисловия к атласу было указано: «Сии листы составлены находящимся при Главном инженерном училище научным сотрудником П. Максимовичем…». Максимович Павел Петрович был окружным инспектором Санкт-Петербургского учебного округа, членом Учёного комитета Министерства народного просвещения. В «Географических листах» к этому атласу осторожно указывалось, что Максимович разместил «только те предметы, кои Начальству Училища показались приличными при обучении Географии». В 2013 году данный сборник был одним из главных экспонатов на выставке «Из истории русской учебной картографии» (Российская государственная библиотека, Дом Пашкова, читальный зал Отдела картографических изданий).
Развитие учебная картография получила в начале XX века, когда наряду с широким использованием настенных карт издавались «тетради-атласы», в составе которых находились немые карты. Несмотря на это, в начале XX века, особенно в провинции, контурные карты ещё воспринимались с недоверием учениками. Об этом идёт речь в романе Якуба Коласа «На росстанях», действие которого разворачивается накануне Первой русской революции. Молодой учитель Андрей Лобанович, только что закончивший учительскую семинарию, приезжает в глухую деревню. Лобанович пытается не ограничиваться школьной программой. Он хочет заставить своих учеников думать, рассчитывая, что это изменит их жизнь. Здесь он сталкивается с серьёзными трудностями, среди которых резко отрицательное восприятие контурных карт учащимися:

«Учеников верханской школы испугала немая географическая карта — такой у них никогда не было. От имени своих товарищей и выступил Минич, заявив, что немая карта для них незнакома и она может повредить им на экзамене по географии. Учителя других школ одобрили поступок Лобановича, и на том дело с немой картой кончилось»— Якуб Колас. На росстанях
Широкое распространение контурные карты получили в советский период, особенно после Великой Отечественной войны. Большую роль в их популяризации сыграла статья А. И. Стражева «Локальность в изучении истории. Работа с исторической картой в классе и дома», опубликованная в журнале «Преподавание истории в школе».
Проблема использования контурных карт в обучении истории и методов работы с ней впоследствии поднималась в научных работах Годера Г. И., Ворожейкиной М. В., Студеникина М. Т., Вагина А. А., в  обучении географии — в статьях Коваленко Т. В.. Серию статей по данной проблеме опубликовала Богданова A. A.. Монографию проблеме использования контурной карты в процессе обучения географии посвятил Жучкевич В. А.. Была разработана методика работы с контурной картой для слепых и в коррекционной школе.
К началу 1990-х годов контурные карты в сознании обывателя стали отождествляться с работой учителя истории и географии. Главный редактор радиостанции «Эхо Москвы» Алексей Венедиктов рассказывает об этом времени, когда он совмещал работу учителя и журналиста:

«Помню такую историю гениальную. Позвали меня с другими репортёрами к Ельцину, приехали мы к нему, а его нет, опаздывает. Сидим ждём... А у меня пятый класс, греческие войны, контурные карты, надо проверить – завтра тема закрывается. Я вынимаю из портфеля эти карты и начинаю их проверять с красным карандашом. Народ охреневает! А журналисты, которые тоже к Ельцину пришли, заскучали и говорят: а дай и нам, мы тоже будем проверять! Я вам не дам, вы ни хрена не знаете, а это ж всё отметки. А ты дай нам пятёрочную, и мы по лекалу. Правильно! Раздал карты... И тут пришел Борис Николаич, смотрит, а народ сидит и карты исправляет красными карандашами. Он спрашивает: "Это шо?" Щас, Борис Николаич, 9 штук осталось»— Алексей Венедиктов: я — Атос из «Трёх мушкетеров» (с сохранением орфографии оригинала)
В настоящее время высказывается осторожное, а иногда и настойчивое сомнение в полезности традиционного подхода к выполнению контурных карт. Оппоненты использования контурных карт в учебном процессе приводят следующие доводы:

«...польза от рутинных упражнений с контурной картой (“найдите...”, “подпишите...”, “нанесите...”) дискуссионна. Они тренируют лишь наблюдательность и зрительную память (и то скорее не тренируют, а проверяют, контролируют) и в этом смысле ничуть не более способствуют развитию молодого человека, чем опознание на ощупь пойманного партнёра при игре в жмурки. Контурная карта — инструмент вызубривания и контроля вызубренности настоящей карты. Работа с контурной картой мало нацеливает на развитие собственно географического мировоззрения, пространственного мышления, понимания карты и реальной территории»— Рогачёв С. В. Пространство России: Урок понимания карты
Появились электронные бланковые карты и атласы, сочетающие свойства контурной карты, анимации и мультимедийных средств, которые пока ещё не нашли широкого применения в средней школе. Исследования в области мультимедийной бланковой картографии ведут: Лисицкий Д. В., Комиссарова Е. В., Вилков А. Ю., Кацко С. Ю.

## Контурные карты в культуре
Контурные карты иногда получали достаточно необычное применение. Так, школьные контурные карты использовались в деятельности органов безопасности СССР в 60—70-е годы. При направлении советских граждан за границу с достаточно свободным перемещением по территории капиталистического государства им иногда вручалась раскрашенная в различные цвета подобная карта, где оттенок цвета передавал пространства, которые нежелательны для посещения.
Выполнение (особенно безупречное) контурных карт использовалось в художественной литературе для характеристики особенностей личности персонажей. Так в романе австралийского писателя Гордона Риса «Мыши» (англ. «Allen and Unwin», 2010) прослеживается эволюция личности двух женщин, «серых мышек» по своему характеру, которые становятся внезапно решительными и жестокими, когда их жизнь оказывается под угрозой. Писатель использует тему безупречного заполнения контурных карт как характеристику добросовестности отношения героини к учёбе («раскрашивали контурные карты, как если бы это был потолок Сикстинской капеллы»).